# نورا فوز الجابري
نورا فوز الجابري (26 يناير 1996)، مغنية نرويجية

## الولادة
ولدت لأب عراقي وأم نرويجية. بدأت الغناء عندما كانت في الثامنة من العمر، وأخذت دروس في الغناء بانتظام.
وقد أصبحت معروفة في النرويج، بسبب غناءها لأغنية "Hallelujah" للفنان ليونارد كوهين. في البداية شاركت في بعض المسرحيات الاذاعية لكن جاء النجاح كبير بعد نشر شريط فيديو لها في مسابقة الغناء على موقع الفيديو النرويجية "snutter"  الفيديو أصبح له شعبية واسعة، ادى إلى تسليط الأضواء عليها. وقد ظهرت منذ ذلك الحين على العديد من البرامج التلفزيونية في والحفلات الموسيقية غنت أيضا ثلاث أغنيات في فرقة الأطفال النرويجية يدعى Lyriaka i jungelen 

## البداية الفنية
شاركت في برنامج المواهب النرويجية في عام 2008. بعد أن غنت «في مكان ما على قوس قزح»، وصفها القضاة بأنها موهوبة وذو مهارات فنية عالية، الذي بدا أكبر من سنها. وقد فازت في المركز الثالث في المسابقة.
ونتيجة لذلك، في 18 مايو 2009، كانت نورا حاضرة مع أوبرا وينفري في برنامج «الأطفال الأكثر موهبة في العالم» الحلقة الأخيرة. غنت «في مكان على قوس قزح».

## مسابقة الأغنية الأوروبية (2012)
شاركت في مسابقة الأغنية الأوروبية عام 2012 لتمثل النرويج في مسابقة الأغنية الأوروبية عام 2012 في باكو مع أغنية «جميل في مكان ما»، ووصل إلى الربع النهائي من المسابقة.

## المهنة
صدر لها البوم بعنوان «الذاتي» في مايو 2011 

## ألالبومات
- «جميل في مكان ما» عام 2012
- «فوق فوس قزح»
- «لاحظني»

## روابط خارجية
- نورا فوز الجابري على موقع IMDb (الإنجليزية)
- نورا فوز الجابري على موقع ميوزك برينز (الإنجليزية)
- نورا فوز الجابري على موقع ديسكوغز (الإنجليزية)
- نورا فوز الجابري على موقع قاعدة بيانات الفيلم (الإنجليزية)